# غاري جونز (لاعب كرة قاعدة)
غاري جونز (بالإنجليزية: Gary Jones)‏ هو لاعب كرة قاعدة أمريكي، ولد في 12 يوليو 1945 في هونتينغتون بارك في الولايات المتحدة.

## وصلات خارجية
- غاري جونز على موقع دوري كرة القاعدة الرئيسي (الإنجليزية)
- غاري جونز على موقعبيزبول رفرنس.كوم (الدوري الرئيسي) (الإنجليزية)
- غاري جونز على موقعبيزبول رفرنس.كوم (الدوري الثانوي) (الإنجليزية)